# Шаумбург (Іллінойс)
Шаумбург (англ. Schaumburg, МФА /ʃɔːmbərɡ) — селище (англ. village) в США, в округах Кук і Дюпаж на північному сході штату Іллінойс. Населення — 78 723 особи (2020). Розташоване за 48 км на північний захід від центру Чикаго і за 13 км на північний захід від Міжнародного аеропорту О'Хара.

## Географія
Шаумбург розташований за координатами 42°1′46″ пн. ш. 88°5′1″ зх. д. / 42.02944° пн. ш. 88.08361° зх. д. (42.029351, -88.083642).  За даними Бюро перепису населення США в 2010 році селище мало площу 50,07 км², з яких 49,78 км² — суходіл та 0,29 км² — водойми.

## Демографія
Згідно з переписом 2010 року, у селищі мешкало 74 227 осіб у 31 539 домогосподарствах у складі 19 363 родин. Густота населення становила 1483 особи/км².  Було 33610 помешкань (671/км²).
Расовий склад населення:
| - 70,4 % — білих - 19,8 % — азіатів - 4,2 % — чорних або афроамериканців - 0,2 % — корінних американців - 2,8 % — осіб інших рас |

До двох чи більше рас належало 2,4 %. Частка іспаномовних становила 8,8 % від усіх жителів.
За віковим діапазоном населення розподілялося таким чином: 20,4 % — особи молодші 18 років, 67,3 % — особи у віці 18—64 років, 12,3 % — особи у віці 65 років та старші. Медіана віку мешканця становила 37,8 року. На 100 осіб жіночої статі у селищі припадало 93,4 чоловіків;  на 100 жінок у віці від 18 років та старших — 90,3 чоловіків також старших 18 років.
Середній дохід на одне домашнє господарство  становив 86 876 доларів США (медіана — 74 086), а середній дохід на одну сім'ю — 101 798 доларів (медіана — 87 390). Медіана доходів становила 63 382 долари для чоловіків та 49 365 доларів для жінок. За межею бідності перебувало 6,0 % осіб, у тому числі 7,0 % дітей у віці до 18 років та 5,0 % осіб у віці 65 років та старших.
Цивільне працевлаштоване населення становило 40 796 осіб. Основні галузі зайнятості: освіта, охорона здоров'я та соціальна допомога — 17,9 %, науковці, спеціалісти, менеджери — 15,1 %, виробництво — 13,7 %.